# Snods Edge
Snods Edge – osada w Anglii, w hrabstwie Northumberland. Leży 22 km na południowy zachód od miasta Newcastle upon Tyne i 392 km na północ od Londynu.